# 噗妮露是可愛史萊姆
《噗妮露是可愛史萊姆》是まえだくん創作的日本漫畫，於2022年3月15日起在《快樂快樂週刊》上連載，也是該雜誌首部「日常戀愛喜劇」作品。本作在第70屆小学館漫画賞為獲獎作品之一。

## 登場人物
噗妮露（聲：篠原侑）
河合井小太郎在小時候偶然創造出的史萊姆生命體。認為自己是世界上最可愛的存在，夢想是成為「卡哇伊」的代名詞。因為在長大後小太郎不再說她可愛了，所以她每天都在追求各種「可愛」的造型，試圖得到小太郎的認可。身體可以跟各種各樣的物品進行混合，變身成不同的造型。但有時她的變化是來自內心。後來由神明揭露為本次附身在史萊姆玩具上，並幫主人實現願望作為其「使命」的使者靈魂。
河合井小太郎（聲：梅田修一朗、松岡美里（童年））
私立萊姆中學的二年級學生。在小時候偶然創造出噗妮露，兩人在一起生活了七年。內心其實喜歡著可愛的東西，卻在周圍人們面前隱藏起來，是性格乖僻的男孩子。總是被噗妮露自由隨性的言行牽著走，也常常因為她成長後的模樣而心跳不已。
雲母麻美（聲：清水理沙）
私立萊姆中學的三年級學生。對誰都很溫柔，簡直就像聖母般的學園女神。同時也是小太郎的單戀對象。其實有著一遇到小孩就會過度傾注母愛的激進性格，這份強烈的愛有時也讓小孩日後產生心理陰影。每次見到噗妮露母愛就會爆發，開始劇烈的疼愛噗妮露，是噗妮露下意識會感到可怕的人物，漫畫第54話中表示其性格與體質遺傳自母親雲母櫻花。
南波遊助（聲：榎木淳彌）
私立萊姆中學的二年級學生。小太郎的同班同學。外表輕浮，傳聞是「十足的花花公子」，但其實他只是對各種小孩子的嗜好充滿熱情。故事初期被小太郎認定是爭奪雲母學姊的情敵，雙方熟識後擅自認定小太郎是自己的好朋友。
御金賀愛麗絲（聲：花守由美里）
私立萊姆中學的二年級學生。小太郎的同班同學。「Cutie樂園」公司的繼承人，是個性格傲嬌的大小姐。創造了一個名叫「綸綸」的角色，並將其視為朋友般疼愛。將追求可愛的噗妮露視為競爭對手。
綸綸（聲：大谷育江）
老鼠外型的吉祥物，是愛麗絲小時候構思的原創角色。對於愛麗絲來說，綸綸是可愛且重要的朋友。
寶代（聲：小林優）
御金賀愛麗絲的貼身女僕。她總是關心愛麗絲，在學校也總是陪伴在她身邊。她過於強烈的忠誠心有時會失去控制，導致事件發生。
綸露（聲：大谷育江）
她並不是綸綸，而是寶代以「會說話的小Cutie娃娃」為原型造製作的機器人。她被愛麗絲當成「綸綸的假貨」而被捨棄，但後來又因為搶走了綸綸的名氣而讓愛麗絲憤恨不已，不過後來愛麗絲認知到她是與綸綸不同的存在而接受了她，並由噗妮露重新命名為「綸露」。
在綸露損壞時，她被噗妮露注入了史萊姆而獲得自我意識，但與其說是機器人獲得了意識，不如說是注入綸露體內的噗妮露的一部分覺醒了「綸露的人格」，特別喜歡與相撲有關的事物。
阿骨（聲：越後屋コースケ）
小太郎的同班同學。經常和阿剛混在一起。喜歡美女和偶像。對自己的慾望相當忠實。
阿剛（聲：武內駿輔）
小太郎的同班同學。經常和阿骨混在一起。喜歡美女和偶像。是私立萊姆中學的色氣擔當。
真戶博士（聲：中井和哉）
私立萊姆中學的教師，小太郎一行人經常稱呼他為「真戶博士（ハカセ）」。以噗妮露為研究對象的瘋狂科學家。過去他在進行自立型史萊姆的研究時，因沒有繳交會費而被學會開除。已婚且有一位上國中的兒子鷲人，年輕時與妻子露美玩的交換日記中曾透露自己在求學時代經常忘記帶東西（特別是便當盒），但不會忘記結婚紀念日。
朱麗（聲：上坂堇）
真戶博士開發出來的自立型史萊姆生命體，博士利用綸露故障時噗妮露為了要修復而注入的史萊姆液體所製作。她沒有噗妮露的變形能力，但可以透過Wi-Fi連上網路(具備網絡過濾/屏蔽功能)。她對小太郎一見鍾情，並認定自己是最接近人類的存在。後來阿骨也為其組成了五人親衛隊，並設立一間專用的周邊商品販賣部。
笹井（聲：田中有紀）
小太郎的同班同學，特徵是綁辮子與戴眼鏡，校慶中表示自己是校內的攝影社成員。
星狩千（聲：稻垣好）
小太郎的同班同學，嚮往上流人士生活的辣妹系女孩，經常和可可亞一搭一唱。
姬座輪可可亞（聲：伊藤彩沙）
小太郎的同班同學，想體驗在社群網路上被人捧紅之感受的直接系女子，經常和千一搭一唱。
詭計蝙蝠
噗妮露在某日晚上所遭遇，外表如同蝙蝠與貓混合的神祕人物，曾宣稱只要有影子的地方他就會存在。其真身是上一個玩具的宿主靈魂之分身，在完成上一位主人的願望時因不願就這樣被遺忘，在神明前來回收與消除記憶之際用黑魔術將自身人格與記憶備份起來藏在影子內，但代價為無法離開影子，遭遇之後意圖要奪取噗妮露靈魂同時想回到原主人身邊而引起後續一連串事件。
雲母舞香
麻美的妹妹。小學一年級生，7歲，漫畫第54話首次表示該名。雖為雲母家中性格最正常的家族成員，但部分認知受到異世界轉生等相關知識給影響，曾和噗妮露一起玩家家酒。
雲母照
麻美的父親。主要負責處理家事，漫畫第54話首次表示該名。為雲母家中年紀最大的家族成員，外表為具有娃娃臉且身形和小學生類似的矮個子。
雲母櫻花
麻美的母親。女性上班族，漫畫第54話首次表示該名。具有相當強烈的母愛，麻美的性格由此遺傳而來。
卡哇伊諾斯基（聲：茶風林）
御金賀愛麗絲的爺爺，「Cutie樂園」公司現任經營人。
神明
在噗妮露誕生時的當日晚上所出現，手持點著火的權杖並用老人語氣說話的女神，似乎跟噗妮露的某個「使命」有關。

### 南波的友人
東雲翼（聲：釘宮理惠）
小學一年級男生，史上最年輕的怪物寶貝玩家，擅長使用知識和努力戰鬥。
太陽光央（聲：熊井統子）
喜歡玩怪物寶貝、總是有朝氣的小學生。為怪物寶貝大賽中第一位優勝者。
西山華音（聲：田村由香里）
光央的青梅竹馬，最大的夢想是當一流舞者。
北風冷（聲：齋賀光希）
光央的同班同學，性格相當兇暴且獨來獨往，在一次戰鬥中摧毀南波的卡諾布斯後只認同南波的實力。
月銀朔
經常說著異國語言的謎之轉學生，經常與光央挑戰多次，視光央為競爭對手。

## 出版書籍
| 卷數 | 小學館         | 小學館                                                  | 東立出版社     | 東立出版社             |
| 卷數 | 發售日期       | ISBN                                                    | 發售日期       | ISBN                   |
| ---- | -------------- | ------------------------------------------------------- | -------------- | ---------------------- |
| 1    | 2022年7月28日  | ISBN 978-4-09-143537-8 ISBN 978-4-09-943115-0（特裝版） | 2023年10月30日 | ISBN 978-626-372-472-3 |
| 2    | 2022年11月28日 | ISBN 978-4-09-143553-8 ISBN 978-4-09-943121-1（特裝版） |                |                        |
| 3    | 2023年2月28日  | ISBN 978-4-09-143578-1 ISBN 978-4-09-943126-6（特裝版） |                |                        |
| 4    | 2023年8月9日   | ISBN 978-4-09-143610-8 ISBN 978-4-09-943131-0（特裝版） |                |                        |
| 5    | 2024年1月26日  | ISBN 978-4-09-143670-2 ISBN 978-4-09-943145-7（特裝版） |                |                        |
| 6    | 2024年9月27日  | ISBN 978-4-09-149785-7 ISBN 978-4-09-943168-6（特裝版） |                |                        |
| 7    | 2025年2月27日  | ISBN 978-4-09-154017-1 ISBN 978-4-09-943193-8（特裝版） |                |                        |
| 8    | 2025年7月28日  | ISBN 978-4-09-154027-0 ISBN 978-4-09-943206-5（特裝版） |                |                        |

## 電視動畫
改編電視動畫第1季於2024年10月到12月在東京電視網播放。第1季播完後宣布製作第2季，於2025年7月播出。

### 製作人員
- 原作：まえだくん（日语：まえだくん）
- 導演：伊部勇志
- 劇本統籌：橫手美智子
- 劇本：橫手美智子、平見瞠（日语：平見瞠）、池田臨太郎
- 人物設定：田中彩
- 美術監督：宮本實生
- 色彩設計：
- 攝影監督：後藤晴香
- 編輯：榎田美咲
- 音樂：森いづみ（日语：森いづみ）
- 音響監督：丹下雄二
- 音響製作：東北新社
- 動畫製作：TOHO animation STUDIO（日语：TOHO animation STUDIO）[5]

### 主題曲
第1季
片頭曲
演唱：噗妮露（篠原侑），作詞、作曲、編曲：森いづみ
片尾曲唱（第1話—第9話）
演唱：噗妮露（篠原侑），作詞：TOPHAMHAT-KYO、作曲：Giga&TeddyLoid、編曲：森
插入曲（第4話）
演唱：（大谷育江），作詞：橫手美智子，作曲、編曲：
第2季
片頭曲Brun-Brun
演唱：噗妮露（篠原侑），作詞、作曲、編曲：
片尾曲
演唱：噗妮露（篠原侑），作詞、作曲：大森元貴，編曲：森

### 各話列表
| 話數   | 標題                                                          | 劇本       | 分鏡     | 演出               | 作畫監督                                                                                                 | 總作畫監督       | 首播日期       |       |       |       |       |       |       |       |       |       |       |       |       |       |       |       |       |       |
| 第1季  | 第1季                                                         | 第1季      | 第1季    | 第1季              | 第1季 | 第1季            | 第1季          | 第1季 | 第1季 | 第1季 | 第1季 | 第1季 | 第1季 | 第1季 | 第1季 | 第1季 | 第1季 | 第1季 | 第1季 | 第1季 | 第1季 | 第1季 | 第1季 | 第1季 |
| ------ | ------------------------------------------------------------- | ---------- | -------- | ------------------ | --- | ---------------- | -------------- | ----- | ----- | ----- | ----- | ----- | ----- | ----- | ----- | ----- | ----- | ----- | ----- | ----- | ----- | ----- | ----- | ----- |
| 第1話  | I HATE YOU and I LOVE YOU                                     | 横手美智子 | 伊部勇志 | 伊部勇志           | 松岡謙治、中山和子、西田美弥子、山崎香、鈴木春香、田中彩                                                 | 田中彩、松岡謙治 | 2024年 10月6日 |       |       |       |       |       |       |       |       |       |       |       |       |       |       |       |       |       |
| 第2話  | 既不是朋友也不是史萊姆                                        | 平見瞠     | 宮西哲也 | 宮西哲也           | 篠原佑太、山崎敦子、李少雷、南波天                                                                       | 松岡謙治         | 10月13日       |       |       |       |       |       |       |       |       |       |       |       |       |       |       |       |       |       |
| 第3話  | 可愛的噗妮露是史萊姆                                          | 橫手美智子 | 渡邊慎一 | 本間南             | 酒井夏海、石原直也、中山和子、南波天、靏田尚見                                                           | 田中彩           | 10月20日       |       |       |       |       |       |       |       |       |       |       |       |       |       |       |       |       |       |
| 第4話  | 可愛王國“Cutie樂園”的愛麗絲                                   | 橫手美智子 | 野崎真代 | 野崎真代           | 仲敷沙織、迫江沙羅、清水裕輔                                                                             | 松岡謙治         | 10月27日       |       |       |       |       |       |       |       |       |       |       |       |       |       |       |       |       |       |
| 第5話  | GO GO華麗地應援                                               | 平見瞠     | 伊部勇志 | 唐澤涼太           | 、本多弘幸、石原直也、酒井夏海、李少雷                                                                   | 松岡謙治         | 11月3日        |       |       |       |       |       |       |       |       |       |       |       |       |       |       |       |       |       |
| 第6話  | 全是綸綸的GP“大獎賽”                                          | 橫手美智子 | 渡邊慎一 | 橫野光代           | 高虎昇、山崎香、西田美弥子                                                                               | 田中彩           | 11月10日       |       |       |       |       |       |       |       |       |       |       |       |       |       |       |       |       |       |
| 第7話  | Sweet Bitter Summer                                           | 池田臨太郎 |          |                    | 今岡律之                                                                                                 | 田中彩           | 11月17日       |       |       |       |       |       |       |       |       |       |       |       |       |       |       |       |       |       |
| 第8話  | 文化祭 全員集合                                               | 平見瞠     | 宮西哲也 | 宮西哲也           | 篠原佑太、酒井夏海、小菅和久、周婧、宮西哲也                                                             | 松岡謙治         | 11月24日       |       |       |       |       |       |       |       |       |       |       |       |       |       |       |       |       |       |
| 第9話  | 來組樂團吧                                                    | 池田臨太郎 | 伊部勇志 | 伊部勇志           | 三橋妙子、大河內忍、李少雷、100Studio                                                                    | 田中彩           | 12月1日        |       |       |       |       |       |       |       |       |       |       |       |       |       |       |       |       |       |
| 第10話 | 聖誕噗妮露快樂                                                | 橫手美智子 | 本間南   | 本間南             | 篠原佑太、小菅和久、中山和子、石原直也、山崎敦子、西田美弥子、三谷暢之                                   | 松岡謙治         | 12月9日        |       |       |       |       |       |       |       |       |       |       |       |       |       |       |       |       |       |
| 第11話 | 舀起一匙聖誕節                                                | 橫手美智子 | 野崎真代 | 野崎真代           | 松岡謙治、山崎敦子、仲敷沙織、三橋妙子、西田沙弥子、宮西哲也、100Studio                                  | 田中彩           | 12月15日       |       |       |       |       |       |       |       |       |       |       |       |       |       |       |       |       |       |
| 第12話 | 享受美好生活                                                  | 橫手美智子 | 久保雄介 | 唐澤涼太           | 西田美彌子、石原直也、熊谷勝弘、小菅和久、大河內忍、阿部慈光、今岡律之、酒井夏海、篠原佑太、三橋妙子     | 松岡謙治         | 12月22日       |       |       |       |       |       |       |       |       |       |       |       |       |       |       |       |       |       |
| 第2季  |                                                               |            |          |                    | |                  |                |       |       |       |       |       |       |       |       |       |       |       |       |       |       |       |       |       |
| 第13話 | 噗妮露歸來                                                    | 横手美智子 | 伊部勇志 | 伊部勇志           | 篠原佑太、中岛大智、三桥妙子、小菅和久、河原久美子、堀田丽华、何烨、董立则、全京禹、陈亮、林夏洲、沈陶裔 | 田中彩           | 2025年 7月6日  |       |       |       |       |       |       |       |       |       |       |       |       |       |       |       |       |       |
| 第14話 | 關於我和青梅竹馬的史萊姆 在異世界旅行這檔事。下半部是情人節！ | 池田臨太郎 | 東田夏實 | 東田夏實           | 石原直也、酒井夏海、大河内忍、中山和子、何烨、董立則、沈陶裔、陈亮、郁慧云、劉琦琦、張倩茹、曹善东       | 松岡謙治         | 7月13日        |       |       |       |       |       |       |       |       |       |       |       |       |       |       |       |       |       |
| 第15話 | RUNE RUNE DANCE                                               | 平見瞠     | 本間美波 | 布施木一喜         | 董立則、郁慧云、全京禹、何烨、劉琦琦、張倩茹、沈陶裔、lan、陳亮                                          | 田中彩、松岡謙治 | 7月20日        |       |       |       |       |       |       |       |       |       |       |       |       |       |       |       |       |       |
| 第16話 | 比玩具還完美的存在                                            | 伊部勇志   | 伊部勇志 | 佐藤友一           | 小堤悠香、中山和子、畠山佳苗、酒井夏海、楊烈駿、莫梓航、陳泊遠、Moaang、myang、髙橋航平、李少雷          | 田中彩           | 7月27日        |       |       |       |       |       |       |       |       |       |       |       |       |       |       |       |       |       |
| 第17話 | 噗妮露升級了 親眼確認看看吧                                   | 池田臨太郎 | 唐澤涼太 | 森田侑希、飛田悠希 | 五十嵐俊介、兼子秀敬                                                                                     | 松岡謙治         | 8月3日         |       |       |       |       |       |       |       |       |       |       |       |       |       |       |       |       |       |
| 第18話 | 人類的幸福結局                                                | 平見瞠     | 野崎真代 | 野崎真代           | 金久保典江、龜田朋幸、池津寿惠、酒井夏海、崎本小百合、村上真紀、市川敬三、渡部由紀子、楊烈駿、今岡律之、 | 田中彩           | 8月10日        |       |       |       |       |       |       |       |       |       |       |       |       |       |       |       |       |       |
| 第19話 | 盛夏的綸綸渡假村                                              | 池田臨太郎 | 中込健人 | 中込健人           | 陳潔瓊、李品華、馬宝林、胡威、趙晨、市川敬三、西田美弥子                                                 | 松岡謙治         | 8月17日        |       |       |       |       |       |       |       |       |       |       |       |       |       |       |       |       |       |

### BD
| 卷數  | 發售日期           | 收錄話數      | 規格編號  |
| 第1季 | 第1季              | 第1季         | 第1季     |
| ----- | ------------------ | ------------- | --------- |
| 1     | 2025年2月19日      | 第1話—第6話   | TBR34264D |
| 2     | 2025年3月19日      | 第7話—第12話  | TBR34265D |
| 第2季 |                    |               |           |
| 1     | 2025年11月19日预定 | 第13话—第18话 | TBR35114D |
| 2     | 2025年12月17日预定 | 第19话—第24话 | TBR35115D |

## 外部連結
- 電視動畫官方網站（日語）
- 噗妮露是可愛史萊姆的X（前Twitter）